# Satanic Rites
Satanic Rites ist die dritte Demoaufnahme der schweizerischen Extreme-Metal-Band Hellhammer. Sie wurde vom 2. bis 4. Dezember 1983 im Sound Concept Studio aufgenommen, von der Band selbst produziert und im gleichen Jahr von Prowlin’ Death Records in einer Auflage von 200 Exemplaren veröffentlicht.

## Titelliste
1. Intro – 0:59
2. Messiah – 4:22
3. The Third of the Storms – 3:04
4. Buried and Forgotten – 6:03
5. Maniac – 3:48
6. Eurynomos – 3:11
7. Triumph of Death – 7:01
8. Revelations of Doom – 3:05
9. Reaper – 2:30
10. Satanic Rites – 7:19
11. Crucifixion – 2:47
12. Outro – 2:02

## Stil
Auf Satanic Rites zeigt sich eine hörbare Weiterentwicklung gegenüber den vorigen Demoaufnahmen, die bereits in Richtung der ersten Aufnahmen des Nachfolgers Celtic Frost tendiert.

## Bedeutung
Satanic Rites gehörte zu den extremsten Veröffentlichungen des Metal-Untergrunds. Metalion, der Herausgeber des Slayer-Fanzines, kam im Alter von 16 Jahren mit der Aufnahme in Berührung und sieht sie als nach wie vor beste Veröffentlichung im extremen Metal an. Frank Stöver, Herausgeber des Voices from the Darkside, stieß durch Satanic Rites auf die Untergrundszene und empfahl 1993 in seinem Fanzine die Anschaffung der Bootleg-Wiederveröffentlichung. Lieder wie Revelations of Doom, Satanic Rites und Triumph of Death gelten als «bahnbrechende Klassiker des ganz frühen Black Metals».